# Reilhac (Lot)
Reilhac – miejscowość i gmina we Francji, w regionie Oksytania, w departamencie Lot.
Według danych na rok 1990 gminę zamieszkiwało 115 osób, a gęstość zaludnienia wynosiła 9 osób/km² (wśród 3020 gmin regionu Midi-Pyrénées Reilhac plasuje się na 948. miejscu pod względem liczby ludności, natomiast pod względem powierzchni na miejscu 898.).